# 克魯彭嶺
克魯彭嶺（英語：Krupen Ridge）是南極洲的山嶺，位於葛拉漢地，屬於亞里斯多德山脈的一部分，長15.2公里、寬4.6公里，海拔高度1,050米，以保加利亞東北部的鄉鎮命名。

## 外部連結

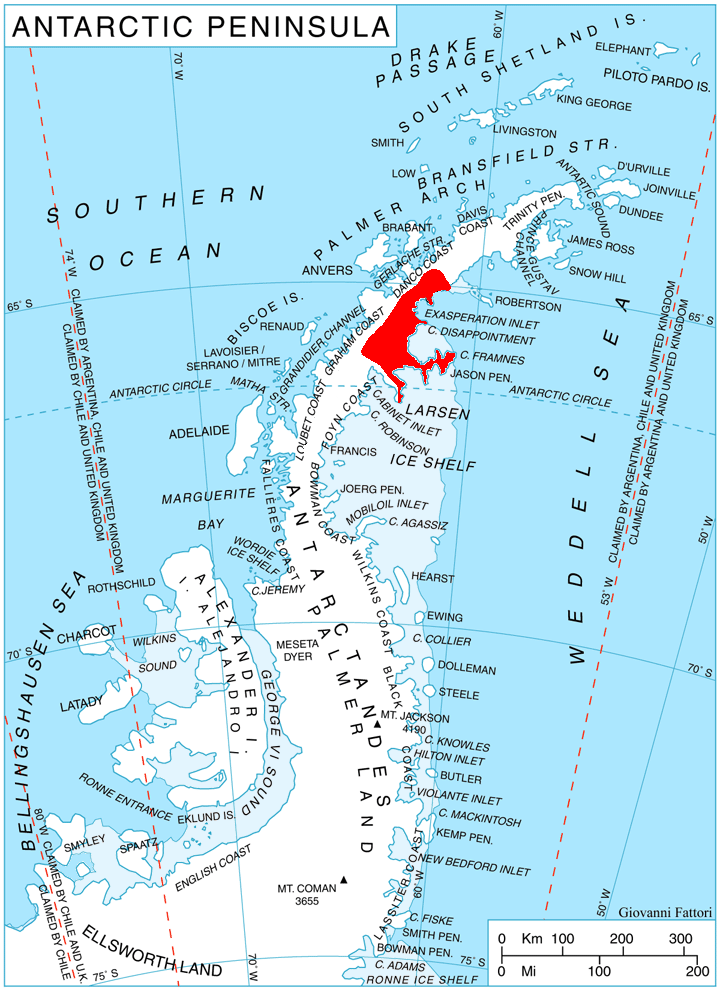

- Krupen Ridge. （页面存档备份，存于） SCAR Composite Antarctic Gazetteer.

65°33′30″S 62°10′13″W / 65.55833°S 62.17028°W